# Lillesjön (Sjösås socken, Småland)
Lillesjön är en sjö i Växjö kommun i Småland och ingår i Mörrumsåns huvudavrinningsområde. Sjön är 6,4 meter djup, har en yta på 0,694 kvadratkilometer och är belägen 207 meter över havet. Vid provfiske har abborre, braxen, gädda och mört fångats i sjön.

## Delavrinningsområde
Lillesjön ingår i det delavrinningsområde (633027-145882) som SMHI kallar för Utloppet av Madkroken. Medelhöjden är 223 meter över havet och ytan är 66,65 kvadratkilometer. Räknas de 12 avrinningsområdena uppströms in blir den ackumulerade arean 244,42 kvadratkilometer. Avrinningsområdets utflöde Mörrumsån (Åbyån) mynnar i havet. Avrinningsområdet består mestadels av skog (66 procent). Avrinningsområdet har 13,17 kvadratkilometer vattenytor vilket ger det en sjöprocent på 19,7 procent.